# Stara gora nad Čedadom
Stara gora nad Čedadom ali pri Čedadu (italijansko Castelmonte, furlansko Madone di Mont) je gora, na kateri je znana cerkev, ki je tudi priljubljena romarska pot. Gora doseže nadmorsko višino 618 m in je 7 km oddaljena od Čedada.
Na mestu današnje cerkve je stala že rimska postojanka, kar potrjujejo arheološke najdbe.
Po prihodu krščanstva v te kraje so na Stari gori postavili cerkev posvečeno angelu Mihaelu, ki je še danes zavetnik kripte pod cerkvijo. Mihael s sulico prebada hudega duha, kar simbolizira zmago krščanstva nad poganstvom. Pozneje so nad tem svetiščem zgradili cerkev posvečeno Mariji. Kdaj se je to zgodilo ni znano, ohranjen pa je dokument iz 8. stoletja, ki piše o benediktinkah, ki so romale vsako leto na Staro goro k Mariji. 
V srednjem veku je postala Stara gora najuspešnejša romarska pot v okolici: sem so prihajali romarji iz Goriške, Kranjske, Koroške in celo Štajerske. Staro goro je upravljal prošt iz Čedada, pozneje pa kanoniki čedajskega kapitlja. Ti so ohranili zapis o romanju na Staro goro:

"Ko pridejo romarji na pot do Gore, se zresnijo, začnejo moliti in peti svete pesmi. Navadno se pri vsakem stebru ustavijo, ter opravijo desetko rožnega venca. Zelo stara je navada, da si romarji pripravijo lesene križce, ki jih puščajo pri stebrih ali postajah. Pravijo pa, da kdor prvič roma na Staro goro, mora imeti tak križec in ga prinesti s seboj, ter ga nekje sredi gore položiti k Marijini podobi." 

Cerkev je dobila današnjo podobo leta 1744. Pri prezidavi so ohranili lepe marmorne oltarje iz 17. stoletja in Marijin kip iz začetka 15. stoletja. Ta kip sodi med najlepše Marijine upodobitve daleč naokoli in zato mu slovenski romarji pravijo Lepa Marija ali Živa Marija.
Stara gora ima za Slovence poseben pomen tudi zaradi Starogorskega rokopisa, ki je eden od starejših spomenikov slovenskega jezika. Nastal je ob koncu 15. stoletja in vsebuje iste molitve kot Celovški rokopis (očenaš, zdravamarija in apostolska vera).
I.
Oratio dominicalis sclauonice
Otzha naſch kher ſy vnebeſſich poſſchwetſcheno
wody twoye yeme, pridi khnam twoye
Bogaſtwo, yſidiſſe twoye wuolle, khokher vnebeſſich
tochu Naſemle. Day nam donneſs ta vſſe-
dannj khruch ynuy nam odpuſti naſche douge
khokhr mi odpuſtimo naſchim dolſchnickham.
Naſs vnapellay, na reſreſchno, Naſs reſche
od ſlega. Amen.
I.
Salutatio Angelica

I.
Symbolum Appostollor.